# Žemaitisk (dialekt)
Žemaitisk (žemaitisk: žemaitiu ruoda, litauisk: žemaičių tarmė) er en litauisk dialekt, som dog af nogen anses for at være et selvstændigt sprog. Dialekten tales i den vestlige del af Litauen. Dialekten har sit eget skriftsprog, ligesom der er en Wikipedia på Žemaitisk.

## Sammenligning mellemlettisk,letgallisk,litauiskog žemaitisk.
| lettisk        | letgallisk | litauisk       | žemaitisk | dansk                     |
| -------------- | ---------- | -------------- | --------- | ------------------------- |
| apkārt         | apleik     | aplink         | ī rinki   | omkring                   |
| vienmēr        | vysod      | visad(a)       | vėsumet   | altid                     |
| meita, meitene | mārga      | mergina, merga | mergelka  | datter(en), pige(n)       |
| kleita         | sukne      | suknelė        | jopele    | kjole(n)                  |
| peldēties      | mauduotīs  | maudytis       | maudītėis | at bade                   |
| stabs          | stabs      | stulpas        | stolps    | stolpe(n)                 |
| rinda          | aiļa       | eilė           | eilie     | række(n)                  |
| lappuse        | puslopa    | puslapis       | poslaės   | side(n)                   |
| un, arī        | i          | ir             | ė, ėr     | og, også                  |
| rietumi        | vokori     | vakarai        | vakarā    | vest(en) (verdenshjørnet) |
| nākošais       | cyts       | kitas          | kėts      | kommende                  |